# Stewartscharbe
Die Stewartscharbe (Leucocarbo stewarti, Synonyme: Phalacrocorax stewarti, Phalacrocorax chalconotus stewarti) ist eine Kormoranart, die auf Stewart Island/Rakiura und in der Foveauxstraße endemisch ist. Bis 2016 galt sie als konspezifisch mit der Otagoscharbe (Leucocarbo chalconotus).

## Merkmale

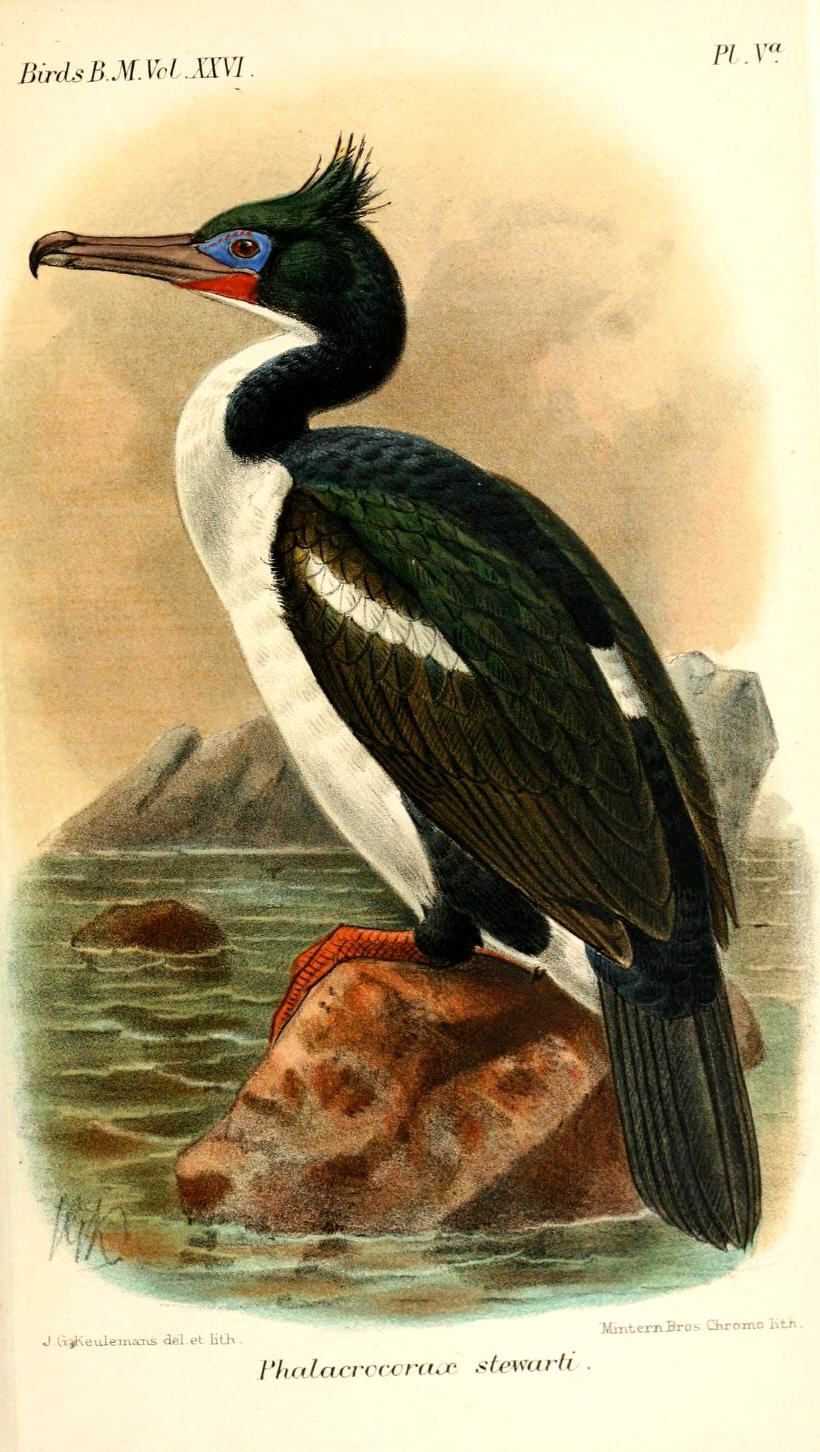
Porträt der Stewartscharbe von John Gerrard Keulemans (1897)

Die Stewartscharbe ist ein großer stämmiger Kormoran, der eine Körperlänge von 68 cm und ein Gewicht von 1,8 bis 2,9 kg erreicht. Es sind zwei Gefiedermorphe bekannt, eine gescheckte mit dunklen und weißen Federn und eine bronzefarbene. In den Brutkolonien kann man beide Morphe beobachten. 
Die Stewartscharben unterscheiden sich von den Otagoscharben vor allem durch ihre Gesichtshaut während der Brutzeit: Sie haben dunkelorangefarbene Papillen im Gesicht, während Otagoscharben sowohl Papillen als auch kleine leuchtend orangefarbene Karunkel oberhalb der Schnabelbasis aufweisen.

## Systematik
Bis 2016 wurden die Stewartscharbe und die Otagoscharbe unter dem Trivialnamen Stewartscharbe in einer einzigen Art Phalacrocorax chalconotus klassifiziert. Anhand einer mitochondrialen DNA-Analyse, wurde jedoch festgestellt, dass die Otagoscharbo enger mit der Chathamscharbe (Leucocarbo onslowi) verwandt ist. Osteologische, morphologische, morphometrische und genetische Unterschiede führten 2017 zu einer Anerkennung von Leucocarbo stewarti als eigenständige Art durch den International Ornithological Congress.
Die beiden Taxa entwickelten sich wahrscheinlich im Pleistozän auseinander, als die Populationen durch den niedrigeren Meeresspiegel getrennt wurden und die Chathaminseln von Otagoscharben besiedelt wurden.

## Verbreitung und Lebensweise
Die Vorkommen der Stewartscharbe sind sowohl gegenwärtig, historisch als auch fossil auf die Foveauxstraße und Stewart Island beschränkt (basierend auf historischen Museumshäuten, modernen Exemplaren und subfossilen Knochen). Knochenmaterial dieser Art wurde vom späten Quartär und archäologischen Ablagerungen aus dieser Region dokumentiert. Seltene archäologische und moderne Funde in Otago stammen von gestrandeten Vögeln.
Ab September brüten sie in Kolonien, indem sie auf Inseln und Meeresklippen erhöhte Schalennester aus organischem Material und Guano errichten. Die Kolonien sind groß genug, um auffallend sichtbar zu sein, und werden Jahr für Jahr genutzt. Sie gehen in Küstengewässern auf Nahrungssuche, die weniger als 30 m tief sind, und werden selten, wenn überhaupt, im Landesinneren oder weit draußen im Meer beobachtet.

## Status
Die Stewartscharbe ist gegenwärtig nicht in der Roten Liste gefährdeter Arten der IUCN erfasst. Die nahe verwandte Otagoscharbe wird in der Kategorie „gefährdet“ (vulnerable) gelistet. Es sind weniger als 2500 Stewartscharben bekannt. Die Population scheint stabil zu sein im Vergleich zur Otagoscharbe, bei der der Bestand weiter abnimmt. Stewartscharben sind im Vorteil, weil sie auf unzugänglichen, direkt vor der Küste gelegenen Inseln nisten. Nichtsdestotrotz sind beide Arten aufgrund ihrer geringen Populationsgröße gefährdet, und die Erhaltungsmaßnahmen müssen auf die genetische Variation und die begrenzte geografische Verbreitung jeder Art zugeschnitten werden.